# Kanton Le Saulnois
Der Kanton Le Saulnois (deutsch Salzgau-Kanton) ist seit 2015 ein französischer Kanton in den Arrondissements Sarrebourg-Château-Salins und Metz, im Département Moselle und in der Region Grand Est (bis Ende 2015 Lothringen); sein Hauptort ist Château-Salins.

## Geschichte
Der Kanton entstand bei der Neueinteilung der französischen Kantone im Jahr 2015. Seine Gemeinden kommen aus den ehemaligen Kantonen Delme (alle 35 Gemeinden), Château-Salins (alle 31 Gemeinden), Albestroff (alle 26 Gemeinden), Dieuze (alle 22 Gemeinden), Vic-sur-Seille (alle 14 Gemeinden) und Verny (7 der 36 Gemeinden).

## Lage
Der Kanton liegt in der Südhälfte des Départements Moselle.

## Gemeinden
Der Kanton besteht aus 135 Gemeinden mit insgesamt 29.567 Einwohnern (Stand: 1. Januar 2022) auf einer Gesamtfläche von 1.020,21 km²:
| Gemeinde                 | Mundart Patois | Deutsch                                    | Einwohner (2022) | Fläche (km²) | Code postal | Code Insee | Arrondissement            |
| ------------------------ | -------------- | ------------------------------------------ | ---------------- | ------------ | ----------- | ---------- | ------------------------- |
| Aboncourt-sur-Seille     | –              | Abenhofen                                  | 66               | 3,63         | 57590       | 57002      | Sarrebourg-Château-Salins |
| Achain                   | –              | Eschen                                     | 79               | 4,79         | 57340       | 57004      | Sarrebourg-Château-Salins |
| Ajoncourt                | –              | Analdshofen                                | 102              | 3,5          | 57590       | 57009      | Sarrebourg-Château-Salins |
| Alaincourt-la-Côte       | –              | Allenhofen                                 | 168              | 4,17         | 57590       | 57010      | Sarrebourg-Château-Salins |
| Albestroff               | Alstroff       | Albesdorf                                  | 610              | 19,3         | 57670       | 57011      | Sarrebourg-Château-Salins |
| Amelécourt               | –              | Almerichshofen                             | 116              | 7,56         | 57170       | 57018      | Sarrebourg-Château-Salins |
| Attilloncourt            | –              | Edelinghofen                               | 99               | 3,37         | 57170       | 57036      | Sarrebourg-Château-Salins |
| Aulnois-sur-Seille       | –              | Erlen                                      | 308              | 5,09         | 57590       | 57040      | Sarrebourg-Château-Salins |
| Bacourt                  | –              | Badenhofen                                 | 113              | 3,89         | 57590       | 57045      | Sarrebourg-Château-Salins |
| Bassing                  | –              | Bessingen                                  | 107              | 6,3          | 57260       | 57053      | Sarrebourg-Château-Salins |
| Baudrecourt              | –              | Baldershofen                               | 176              | 5,07         | 57580       | 57054      | Sarrebourg-Château-Salins |
| Bellange                 | –              | Böllingen                                  | 57               | 3,83         | 57340       | 57059      | Sarrebourg-Château-Salins |
| Bénestroff               | –              | Bensdorf                                   | 518              | 9,56         | 57670       | 57060      | Sarrebourg-Château-Salins |
| Bermering                | –              | Bermeringen                                | 201              | 5,73         | 57340       | 57065      | Sarrebourg-Château-Salins |
| Bezange-la-Petite        | –              | Kleinbessingen                             | 94               | 7,93         | 57630       | 57077      | Sarrebourg-Château-Salins |
| Bidestroff               | –              | Biedesdorf                                 | 121              | 7,95         | 57260       | 57081      | Sarrebourg-Château-Salins |
| Bioncourt                | –              | Bionshofen                                 | 300              | 8,21         | 57170       | 57084      | Sarrebourg-Château-Salins |
| Blanche-Église           | –              | Weisskirchen                               | 105              | 6,89         | 57260       | 57090      | Sarrebourg-Château-Salins |
| Bourdonnay               | –              | Bortenach                                  | 246              | 17,4         | 57810       | 57099      | Sarrebourg-Château-Salins |
| Bourgaltroff             | –              | Burgaltdorf                                | 226              | 9,75         | 57260       | 57098      | Sarrebourg-Château-Salins |
| Bréhain                  | Bierchem       | Bruchheim                                  | 100              | 3,59         | 57340       | 57107      | Sarrebourg-Château-Salins |
| Burlioncourt             | –              | Burlingshofen                              | 123              | 7,36         | 57170       | 57120      | Sarrebourg-Château-Salins |
| Chambrey                 | –              | Kambrich                                   | 317              | 14,39        | 57170       | 57126      | Sarrebourg-Château-Salins |
| Château-Bréhain          | –              | Bruch-Kastel                               | 70               | 6,11         | 57340       | 57130      | Sarrebourg-Château-Salins |
| Château-Salins           | –              | Salzburg(en)                               | 2.294            | 10,76        | 57170       | 57132      | Sarrebourg-Château-Salins |
| Château-Voué             | –              | Dürkastel                                  | 106              | 7,47         | 57170       | 57133      | Sarrebourg-Château-Salins |
| Chenois                  | –              | Eichendorf                                 | 80               | 3,62         | 57580       | 57138      | Sarrebourg-Château-Salins |
| Chicourt                 | –              | Diexingen                                  | 89               | 5,52         | 57590       | 57141      | Sarrebourg-Château-Salins |
| Conthil                  | –              | –                                          | 136              | 9,31         | 57340       | 57151      | Sarrebourg-Château-Salins |
| Craincourt               | –              | Kranhofen                                  | 228              | 9,06         | 57590       | 57158      | Sarrebourg-Château-Salins |
| Cutting                  | –              | Kuttingen                                  | 101              | 5,62         | 57260       | 57161      | Sarrebourg-Château-Salins |
| Dalhain                  | –              | Dalheim                                    | 98               | 4,83         | 57340       | 57166      | Sarrebourg-Château-Salins |
| Delme                    | –              | Delm                                       | 1.150            | 5,09         | 57590       | 57171      | Sarrebourg-Château-Salins |
| Dieuze                   | –              | Duss                                       | 2.792            | 9,35         | 57260       | 57177      | Sarrebourg-Château-Salins |
| Domnom-lès-Dieuze        | –              | Dommenheim                                 | 97               | 6,63         | 57260       | 57181      | Sarrebourg-Château-Salins |
| Donjeux                  | –              | Domningen                                  | 93               | 3,25         | 57590       | 57182      | Sarrebourg-Château-Salins |
| Donnelay                 | –              | Dunningen                                  | 190              | 13,02        | 57810       | 57183      | Sarrebourg-Château-Salins |
| Fonteny                  | –              | Fonteningen                                | 141              | 15,7         | 57590       | 57225      | Sarrebourg-Château-Salins |
| Fossieux                 | –              | Fossingen                                  | 186              | 5,06         | 57590       | 57228      | Sarrebourg-Château-Salins |
| Foville                  | –              | Folkheim                                   | 103              | 3,45         | 57420       | 57231      | Metz                      |
| Francaltroff             | –              | Freialtdorf/Altdorf                        | 759              | 12,46        | 57670       | 57232      | Sarrebourg-Château-Salins |
| Frémery                  | –              | Fremerchen                                 | 88               | 4,39         | 57590       | 57236      | Sarrebourg-Château-Salins |
| Fresnes-en-Saulnois      | –              | Eschen bei Château-Salins                  | 197              | 12,89        | 57170       | 57238      | Sarrebourg-Château-Salins |
| Gelucourt                | –              | Gisselfingen                               | 213              | 12,34        | 57260       | 57246      | Sarrebourg-Château-Salins |
| Gerbécourt               | –              | Gerbertshofen                              | 80               | 2,95         | 57170       | 57247      | Sarrebourg-Château-Salins |
| Givrycourt               | –              | Hampat                                     | 92               | 2,77         | 57670       | 57248      | Sarrebourg-Château-Salins |
| Grémecey                 | –              | Gremsich                                   | 100              | 9,04         | 57170       | 57257      | Sarrebourg-Château-Salins |
| Guébestroff              | –              | Gebesdorf                                  | 60               | 3,81         | 57260       | 57265      | Sarrebourg-Château-Salins |
| Guéblange-lès-Dieuze     | –              | Güblingen                                  | 148              | 4,89         | 57260       | 57266      | Sarrebourg-Château-Salins |
| Guébling                 | –              | Gebling(en)                                | 125              | 6,86         | 57260       | 57268      | Sarrebourg-Château-Salins |
| Guinzeling               | –              | Geinslingen                                | 62               | 4,83         | 57670       | 57278      | Sarrebourg-Château-Salins |
| Haboudange               | –              | Habudingen                                 | 231              | 10,5         | 57340       | 57281      | Sarrebourg-Château-Salins |
| Hampont                  | –              | Hudingen                                   | 167              | 11,23        | 57170       | 57290      | Sarrebourg-Château-Salins |
| Hannocourt               | –              | Handorf                                    | 15               | 4,21         | 57590       | 57292      | Sarrebourg-Château-Salins |
| Haraucourt-sur-Seille    | –              | Harraucourt an der Seille Haraldshofen     | 109              | 8,08         | 57630       | 57295      | Sarrebourg-Château-Salins |
| Honskirch                | –              | Hunkirch                                   | 213              | 6,55         | 57670       | 57335      | Sarrebourg-Château-Salins |
| Insming                  | –              | Insmingen                                  | 601              | 7,21         | 57670       | 57346      | Sarrebourg-Château-Salins |
| Insviller                | –              | Insweiler                                  | 171              | 8,34         | 57670       | 57347      | Sarrebourg-Château-Salins |
| Jallaucourt              | –              | Gellshofen                                 | 139              | 8,41         | 57590       | 57349      | Sarrebourg-Château-Salins |
| Juvelize                 | –              | (Geistkirch)                               | 72               | 7,82         | 57630       | 57353      | Sarrebourg-Château-Salins |
| Juville                  | –              | Juwelier                                   | 138              | 6,05         | 57590       | 57354      | Sarrebourg-Château-Salins |
| Lagarde                  | Lingatche      | Gerden                                     | 181              | 22,26        | 57810       | 57375      | Sarrebourg-Château-Salins |
| Laneuveville-en-Saulnois | –              | Neuheim in Lothringen                      | 285              | 6,49         | 57590       | 57381      | Sarrebourg-Château-Salins |
| Léning                   | Läning         | Leiningen                                  | 329              | 6,49         | 57670       | 57394      | Sarrebourg-Château-Salins |
| Lemoncourt               | –              | Lemhofen                                   | 59               | 5,41         | 57590       | 57391      | Sarrebourg-Château-Salins |
| Lesse                    | –              | Lesch                                      | 204              | 8,34         | 57580       | 57395      | Sarrebourg-Château-Salins |
| Ley                      | –              | –                                          | 107              | 6,13         | 57810       | 57397      | Sarrebourg-Château-Salins |
| Lezey                    | –              | Litzingen                                  | 90               | 7,51         | 57630       | 57399      | Sarrebourg-Château-Salins |
| Lhor                     | –              | Lohr                                       | 145              | 5,4          | 57670       | 57410      | Sarrebourg-Château-Salins |
| Lidrezing                | –              | Liedersingen                               | 83               | 10,04        | 57260       | 57401      | Sarrebourg-Château-Salins |
| Lindre-Basse             | –              | Niederlinden                               | 222              | 8,28         | 57340       | 57404      | Sarrebourg-Château-Salins |
| Lindre-Haute             | –              | Oberlinden                                 | 49               | 2,46         | 57260       | 57405      | Sarrebourg-Château-Salins |
| Liocourt                 | –              | Linhofen                                   | 143              | 3,17         | 57590       | 57406      | Sarrebourg-Château-Salins |
| Lostroff                 | –              | Losdorf                                    | 71               | 4,96         | 57670       | 57417      | Sarrebourg-Château-Salins |
| Loudrefing               | Luterfing      | Lauterfingen                               | 301              | 23           | 57670       | 57418      | Sarrebourg-Château-Salins |
| Lubécourt                | –              | Lubenhofen                                 | 67               | 3,45         | 57170       | 57423      | Sarrebourg-Château-Salins |
| Lucy                     | –              | Lixingen                                   | 228              | 7,36         | 57590       | 57424      | Sarrebourg-Château-Salins |
| Maizières-lès-Vic        | Mainhère       | Machern bei Wich                           | 470              | 25,99        | 57810       | 57434      | Sarrebourg-Château-Salins |
| Malaucourt-sur-Seille    | –              | Mallhofen                                  | 131              | 7,17         | 57590       | 57436      | Sarrebourg-Château-Salins |
| Manhoué                  | –              | Manwald                                    | 142              | 4,1          | 57590       | 57440      | Sarrebourg-Château-Salins |
| Marimont-lès-Bénestroff  | –              | Morsberg                                   | 53               | 3,99         | 57670       | 57446      | Sarrebourg-Château-Salins |
| Marsal                   | –              | (Salzmar)                                  | 234              | 11,11        | 57630       | 57448      | Sarrebourg-Château-Salins |
| Marthille                | –              | Marthil                                    | 167              | 10,2         | 57340       | 57451      | Sarrebourg-Château-Salins |
| Molring                  | –              | Molringen                                  | 9                | 3,26         | 57670       | 57470      | Sarrebourg-Château-Salins |
| Moncheux                 |                | Monchern                                   | 146              | 7,35         | 57420       | 57472      | Metz                      |
| Moncourt                 | –              | Monhofen in Lothringen                     | 63               | 6,74         | 57810       | 57473      | Sarrebourg-Château-Salins |
| Montdidier               | –              | Diedersberg                                | 87               | 1,93         | 57670       | 57478      | Sarrebourg-Château-Salins |
| Morville-lès-Vic         | –              | Morville bei Vic/Morsheim                  | 111              | 8,14         | 57170       | 57485      | Sarrebourg-Château-Salins |
| Morville-sur-Nied        | –              | Morville a.d. Nied/ Morsweiler an der Nied | 118              | 5,64         | 57590       | 57486      | Sarrebourg-Château-Salins |
| Moyenvic                 | –              | Medewich                                   | 329              | 14,48        | 57630       | 57490      | Sarrebourg-Château-Salins |
| Mulcey                   | –              | Milzingen                                  | 209              | 8,34         | 57260       | 57493      | Sarrebourg-Château-Salins |
| Munster                  | Minschder      | Münster                                    | 235              | 6,6          | 57670       | 57494      | Sarrebourg-Château-Salins |
| Nébing                   | –              | Nebing(en)                                 | 332              | 7,36         | 57670       | 57496      | Sarrebourg-Château-Salins |
| Neufvillage              | –              | Neudörfel                                  | 48               | 0,61         | 57670       | 57501      | Sarrebourg-Château-Salins |
| Obreck                   | –              | Obreck                                     | 37               | 3,24         | 57170       | 57520      | Sarrebourg-Château-Salins |
| Ommeray                  | Yommereu       | Ommerich                                   | 128              | 10,12        | 57810       | 57524      | Sarrebourg-Château-Salins |
| Oriocourt                | –              | Orhofen                                    | 56               | 4,44         | 57590       | 57525      | Sarrebourg-Château-Salins |
| Oron                     | –              | Orn                                        | 107              | 5,37         | 57590       | 57528      | Sarrebourg-Château-Salins |
| Pettoncourt              | –              | Pettenhofen                                | 298              | 4,9          | 57170       | 57538      | Sarrebourg-Château-Salins |
| Pévange                  | –              | Pewingen                                   | 40               | 1,94         | 57340       | 57539      | Sarrebourg-Château-Salins |
| Prévocourt               | –              | Probsthofen                                | 110              | 6,77         | 57590       | 57555      | Sarrebourg-Château-Salins |
| Puttigny                 | –              | Püttingen                                  | 74               | 7,47         | 57170       | 57558      | Sarrebourg-Château-Salins |
| Puzieux                  | –              | Püschingen                                 | 168              | 6,27         | 57670       | 57573      | Sarrebourg-Château-Salins |
| Réning                   | –              | Reiningen                                  | 129              | 3,95         | 57670       | 57573      | Sarrebourg-Château-Salins |
| Riche                    | –              | Reich                                      | 184              | 6,34         | 57340       | 57580      | Sarrebourg-Château-Salins |
| Rodalbe                  | –              | Rodalben                                   | 246              | 10,57        | 57340       | 57587      | Sarrebourg-Château-Salins |
| Rorbach-lès-Dieuze       | Roerbach       | Rohrbach                                   | 48               | 4,21         | 57260       | 57595      | Sarrebourg-Château-Salins |
| Sailly-Achâtel           | Chaité         | Sallach/Hohenschloss                       | 316              | 8,18         | 57420       | 57605      | Metz                      |
| Saint-Epvre              | –              | Sankt Erffert                              | 176              | 4,67         | 57580       | 57609      | Sarrebourg-Château-Salins |
| Saint-Jure               | –              | Sankt Jürgen                               | 281              | 10,61        | 57420       | 57617      | Metz                      |
| Saint-Médard             | –              | Sankt Medard                               | 106              | 9,89         | 57260       | 57621      | Sarrebourg-Château-Salins |
| Salonnes                 | –              | Salzdorf                                   | 171              | 12,69        | 57170       | 57625      | Sarrebourg-Château-Salins |
| Secourt                  | –              | Unterhofen                                 | 202              | 7,31         | 57420       | 57643      | Metz                      |
| Sotzeling                | –              | Sotzeling                                  | 25               | 3,66         | 57170       | 57657      | Sarrebourg-Château-Salins |
| Tarquimpol               | –              | Taichenphul                                | 60               | 4,09         | 57260       | 57664      | Sarrebourg-Château-Salins |
| Tincry                   | –              | Dinkrich                                   | 173              | 8,47         | 57590       | 57674      | Sarrebourg-Château-Salins |
| Torcheville              | –              | Dorsweiler                                 | 117              | 6,14         | 57670       | 57675      | Sarrebourg-Château-Salins |
| Vahl-lès-Bénestroff      | –              | Vahl                                       | 146              | 8,97         | 57670       | 57685      | Sarrebourg-Château-Salins |
| Val-de-Bride             | –              | Genesdorf                                  | 518              | 11,12        | 57260       | 57270      | Sarrebourg-Château-Salins |
| Vannecourt               | –              | Warnhofen                                  | 69               | 9,55         | 57340       | 57692      | Sarrebourg-Château-Salins |
| Vaxy                     | –              | Wastingen                                  | 169              | 5,31         | 57170       | 57702      | Sarrebourg-Château-Salins |
| Vergaville               | –              | Widersdorf/Wirtsdorf                       | 537              | 13,17        | 57340       | 57706      | Sarrebourg-Château-Salins |
| Vibersviller             | Wiberschwiller | Wiebersweiler                              | 384              | 13,02        | 57670       | 57711      | Sarrebourg-Château-Salins |
| Vic-sur-Seille           | –              | Wich                                       | 1.325            | 19,5         | 57630       | 57712      | Sarrebourg-Château-Salins |
| Vigny                    | –              | Wingert                                    | 386              | 5,83         | 57420       | 57715      | Metz                      |
| Villers-sur-Nied         | –              | Villers an der Nied/ Niedweiler            | 81               | 4,25         | 57340       | 57719      | Sarrebourg-Château-Salins |
| Virming                  | Wirminge       | Wirmingen                                  | 295              | 10,77        | 57340       | 57723      | Sarrebourg-Château-Salins |
| Vittersbourg             | –              | Wittersburg                                | 336              | 7,13         | 57670       | 57725      | Sarrebourg-Château-Salins |
| Viviers                  | –              | Weiher                                     | 122              | 7,2          | 57590       | 57727      | Sarrebourg-Château-Salins |
| Vulmont                  | –              | Wulberg                                    | 31               | 3,09         | 57420       | 57737      | Metz                      |
| Wuisse                   | –              | Wiss/Wiß                                   | 62               | 14,56        | 57170       | 57753      | Sarrebourg-Château-Salins |
| Xanrey                   | –              | Schenris                                   | 110              | 7,81         | 57630       | 57754      | Sarrebourg-Château-Salins |
| Xocourt                  | –              | Schollhofen                                | 99               | 4,88         | 57590       | 57755      | Sarrebourg-Château-Salins |
| Zarbeling                | –              | Sarbelingen                                | 67               | 3,87         | 57260       | 57759      | Sarrebourg-Château-Salins |
| Zommange                 | –              | Zemmingen                                  | 44               | 6,34         | 57260       | 57763      | Sarrebourg-Château-Salins |
| Kanton Le Saulnois       |                |                                            | 29.567           | 1.020,21     | -           | -          | -                         |

## Politik
Im 1. Wahlgang am 22. März 2015 erreichte keines der sechs Kandidatenpaare die absolute Mehrheit. Bei der Stichwahl am 29. März 2015 gewann das Gespann Jeannine Berviller/Fernand Lormant (beide UD) gegen Norbert Degrelle/Bénédicte Oudin Stephan (beide FN) mit einem Stimmenanteil von 60,33 % (Wahlbeteiligung:52,52 %).
| Vertreter im Departementrat des Départements | Vertreter im Departementrat des Départements | Vertreter im Departementrat des Départements |
| Amtszeit                                     | Name                                         | Partei                                       |
| -------------------------------------------- | -------------------------------------------- | -------------------------------------------- |
| 2015–                                        | Jeannine Berviller Fernand Lormant           | Union de la droite                           |